# 比斯庫佩茨
比斯庫佩茨是波蘭的城鎮，位於該國東北部，由瓦爾米亞-馬祖里省負責管轄，始建於十四世紀末，面積5平方公里，2006年人口10,348，居民主要信奉天主教。

## 外部連結
- Municipal website （波兰語）
- Information portal of Biskupiec （波兰語）
- Bischofsburg.de - About pre-1945 history （页面存档备份，存于） （德文）
- Statistics of inhabitants, birth, marriage, death from 1643 （页面存档备份，存于）

53°52′N 20°58′E / 53.867°N 20.967°E